# Muus-Gletscher
Der Muus-Gletscher ist ein Gletscher an der Black-Küste des Palmerlands auf der Antarktischen Halbinsel. Er fließt zwischen der Snyder-Halbinsel und dem Strømme Ridge zur Nordseite des Odom Inlet.
Der United States Geological Survey kartierte ihn im Jahr 1974. Das Advisory Committee on Antarctic Names benannte den Gletscher 1976 nach dem Ozeanographen David Muus, der im Rahmen des United States Antarctic Research Program von 1971 bis 1972 an Bord der auf der USCGC Northwind im Gebiet des Rossmeers und von 1974 bis 1975 an Bord der USCGC Glacier im Weddell-Meer tätig war.